# Chidea, Cluj
Chidea (în maghiară Kide) este un sat în comuna Vultureni din județul Cluj, Transilvania, România.

## Date geografice
Satul Chidea se află aproape de izvoarele Pârâului Chidea (ce se varsă, după 6 km, în dreptul localității Ciumăfaia în Valea Borșei si are un bazin hidrografic de 12 km²). În Chidea se pătrunde dinspre Ciumăfaia pe un drum pietruit în dreptul kilometrului 17 al șoselei Răscruci – Hida, care urmează malul acestui pârâu. Distanța de la șosea până în sat este de 2,5 km. 
Satul este ferit de curenții de aer care urmează valea Borșei, fapt ce favorizează cultura pomilor fructiferi, în care locuitorii, în marea lor majoritate de etnie maghiară, sunt renumiți. Satul este înconjurat de culmile Dealului Chidea (539 m), de vârfurile Gapos-Dâmb (551 m) – spre S și Benetea (575 m) – spre E și NE. Are o desfășurare atât pe firul pârâului cât și pe coasta nordică a dealului, avand două ulițe principale care se desfac din șoseaua ce intră în sat dinspre Ciumăfaia și se reunesc la capătul nord-estic al satului. Culmile din jur sunt bogat împădurite, dând satului un aspect de stațiune balneo-climaterică.

## Personalități
- András Kovács (1925-2017), regizor și scenarist

## Monumente istorice
- Biserică Reformată-Calvină, inițial romano-catolică, atestată documentar în secolul al XIII-lea, cu un amvon realizat în secolul al XVIII-lea de meșterul David Șipoș (Ghinea, III).
- Biserica Romano-Catolică „Sf. Ioan Nepomuk" (1766).
- Biserica Unitariană (1902).
- Biserica de lemn din Chidea.

## Imagini

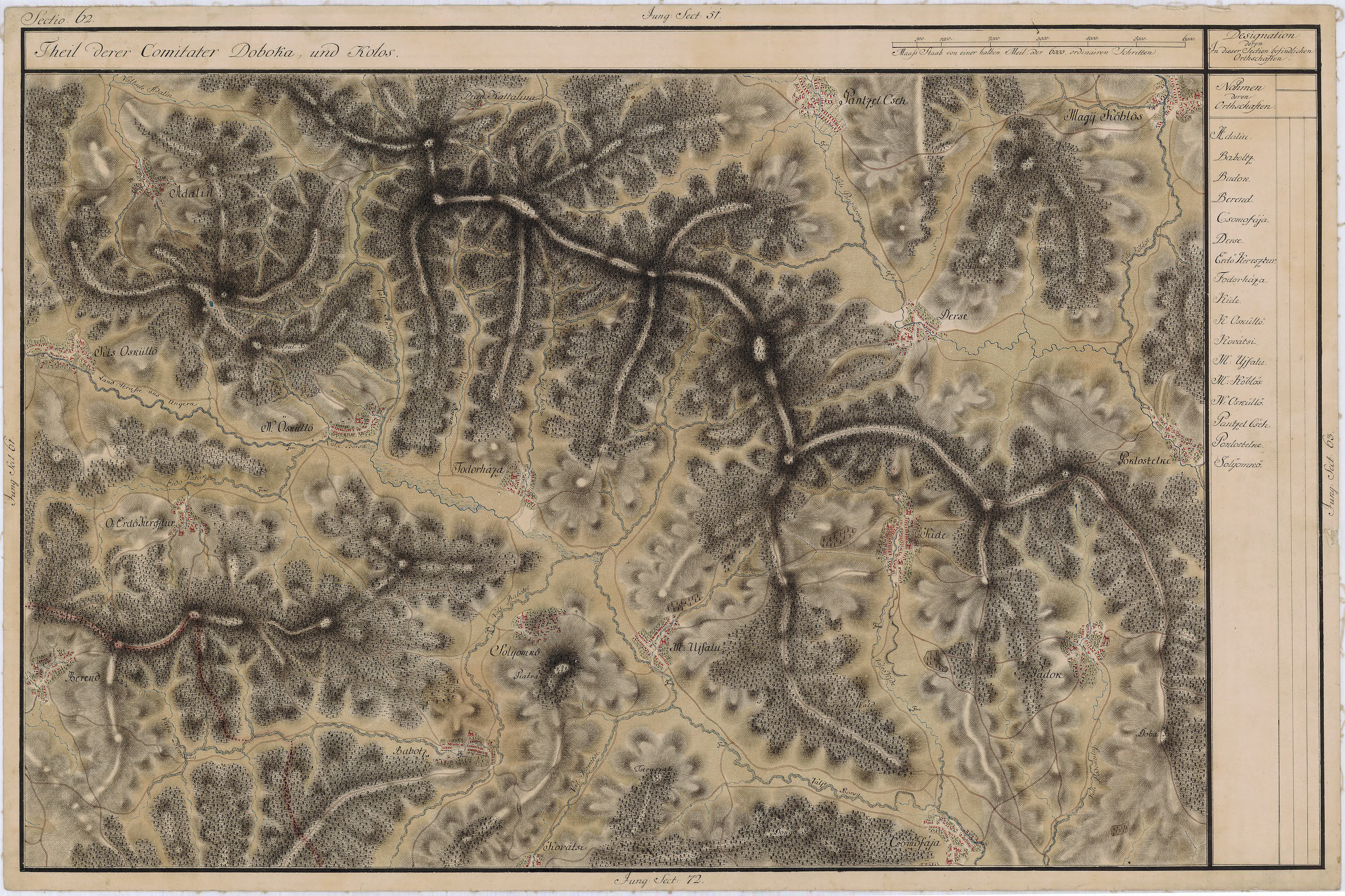
Chidea în Harta Iosefină a Transilvaniei, 1769-1773
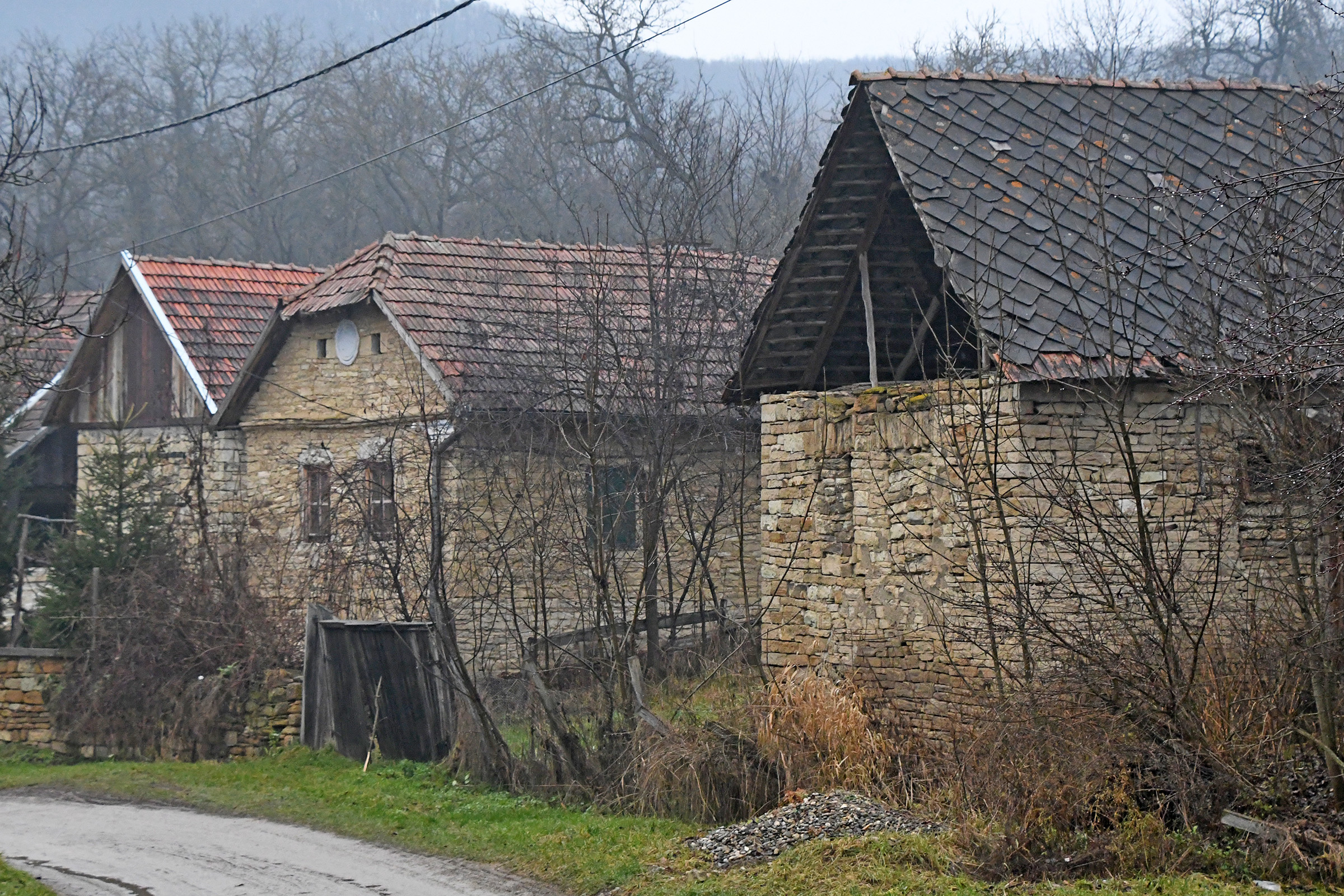
Biserica romano-catolică (monument istoric)
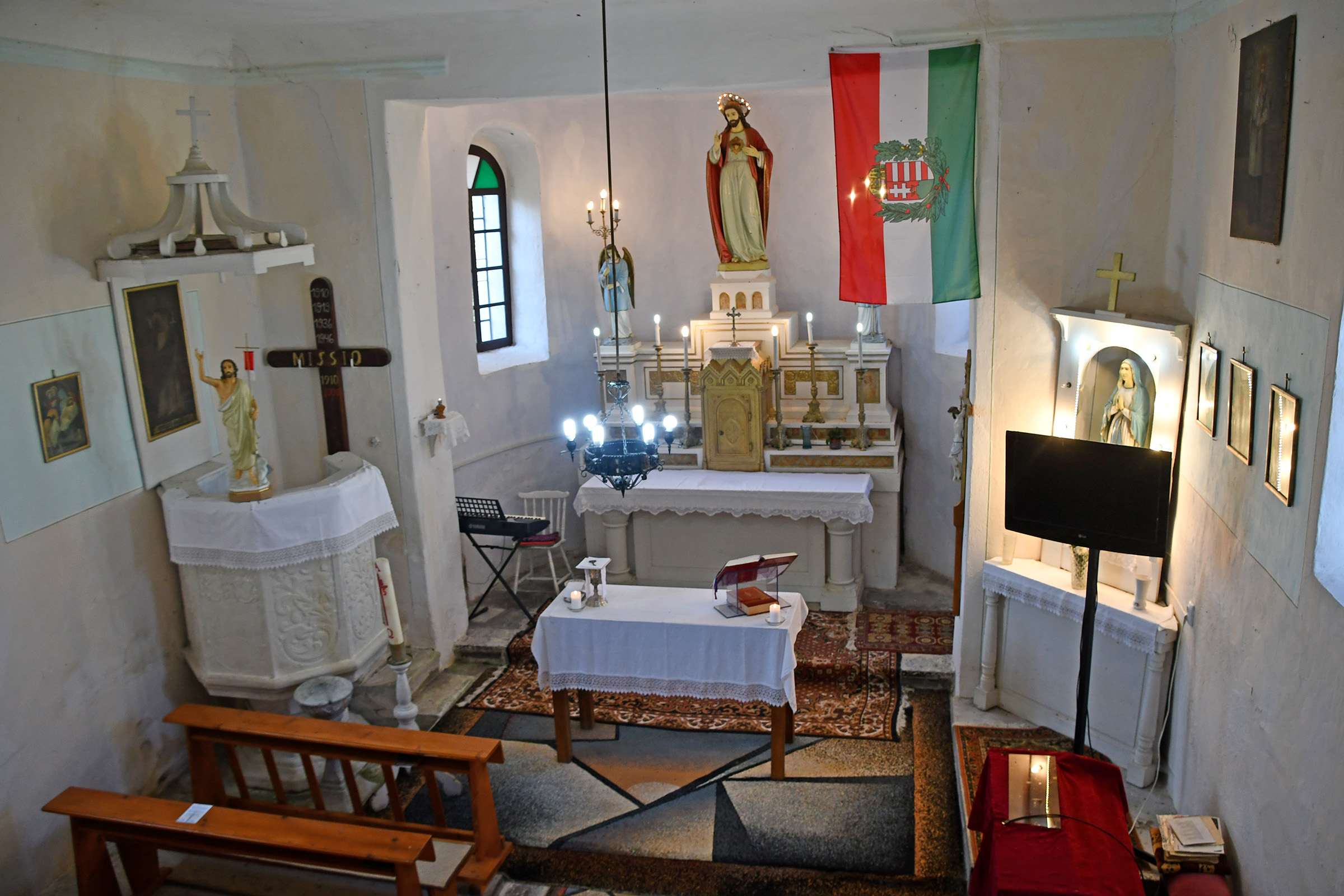
Biserica romano-catolică (monument istoric)
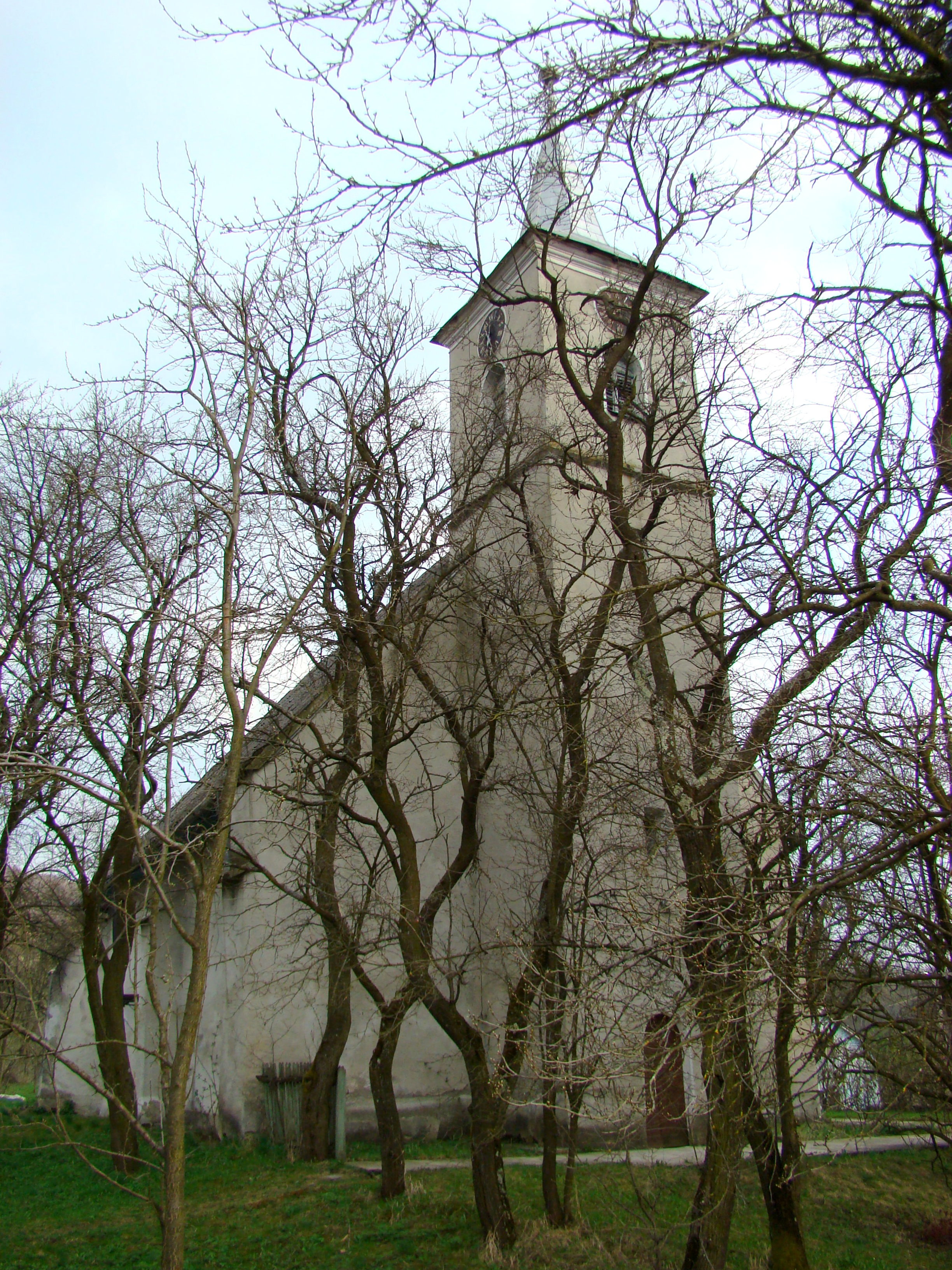
Biserica reformată (monument istoric)
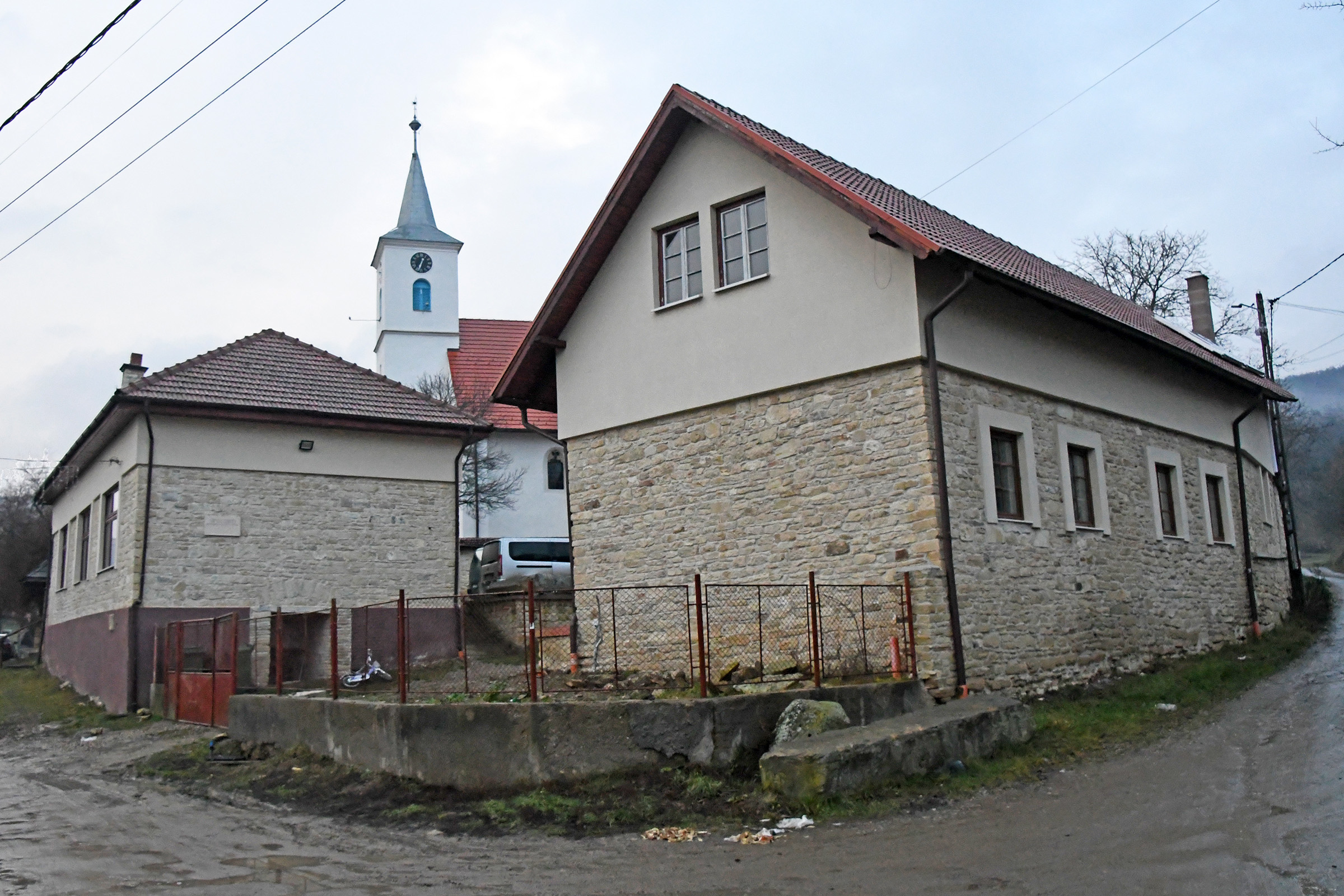
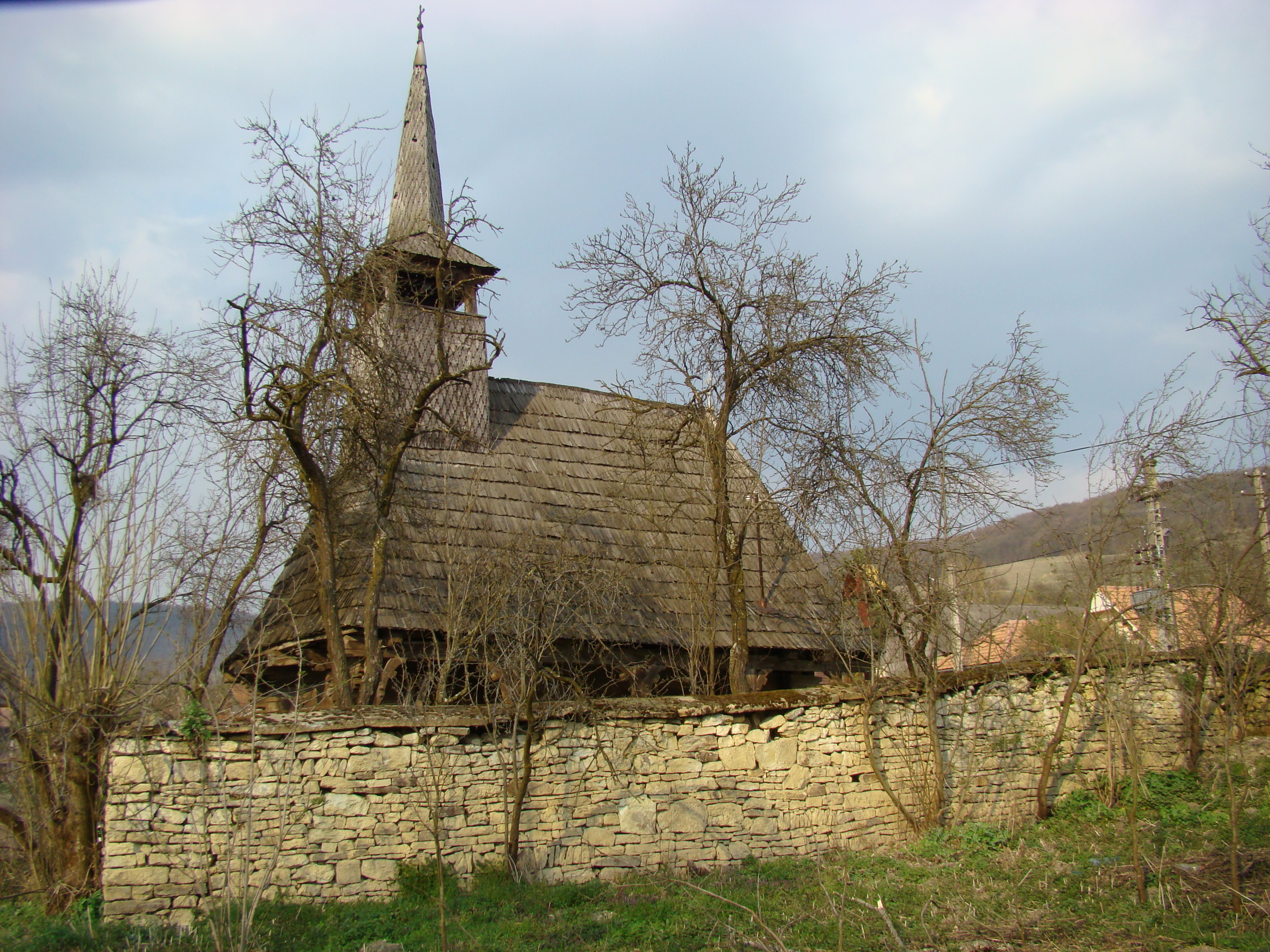
Biserica de lemn „Sfântul Mare Mucenic Gheorghe” (monument istoric)
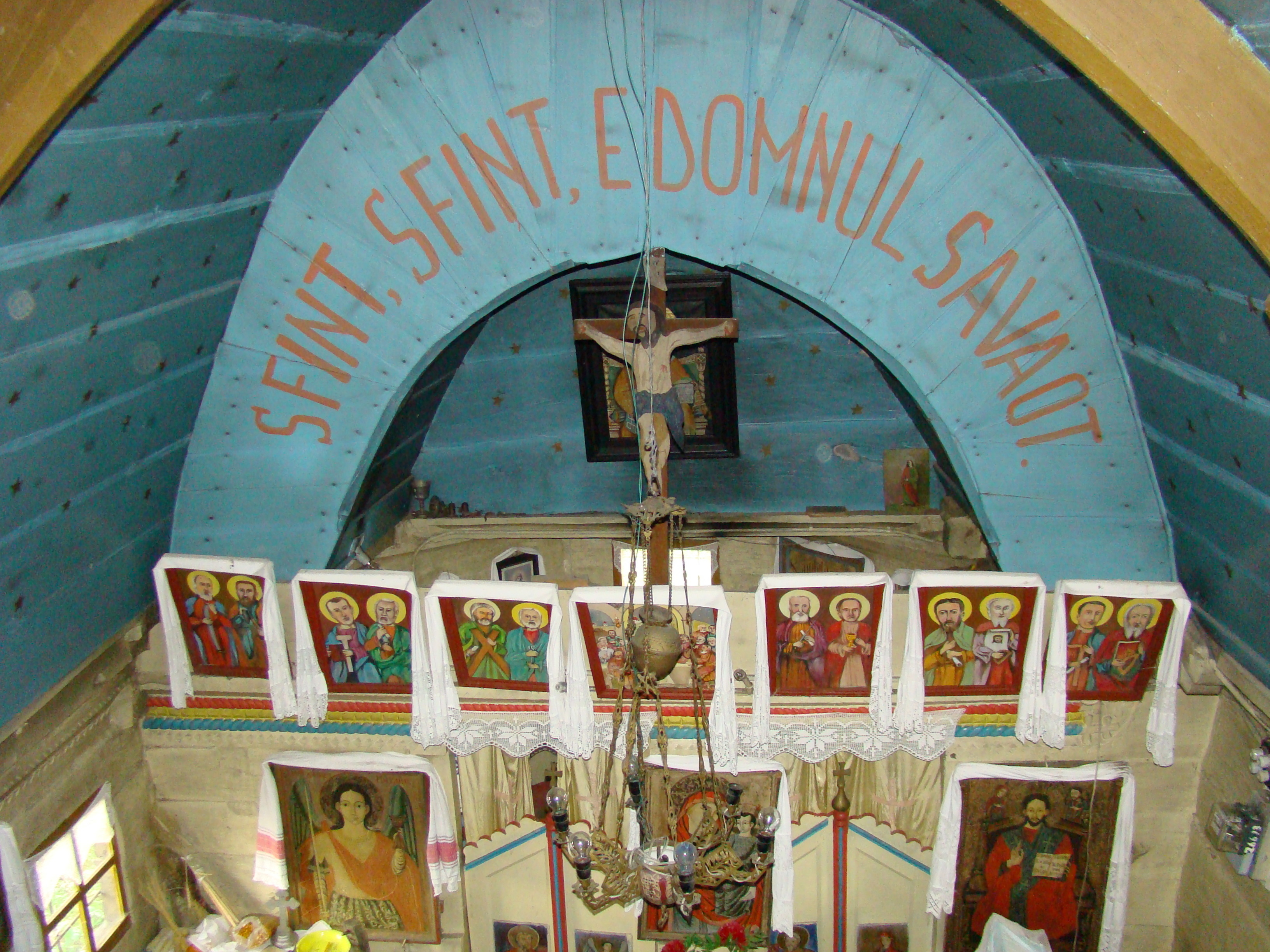
Biserica de lemn „Sfântul Mare Mucenic Gheorghe” (monument istoric)
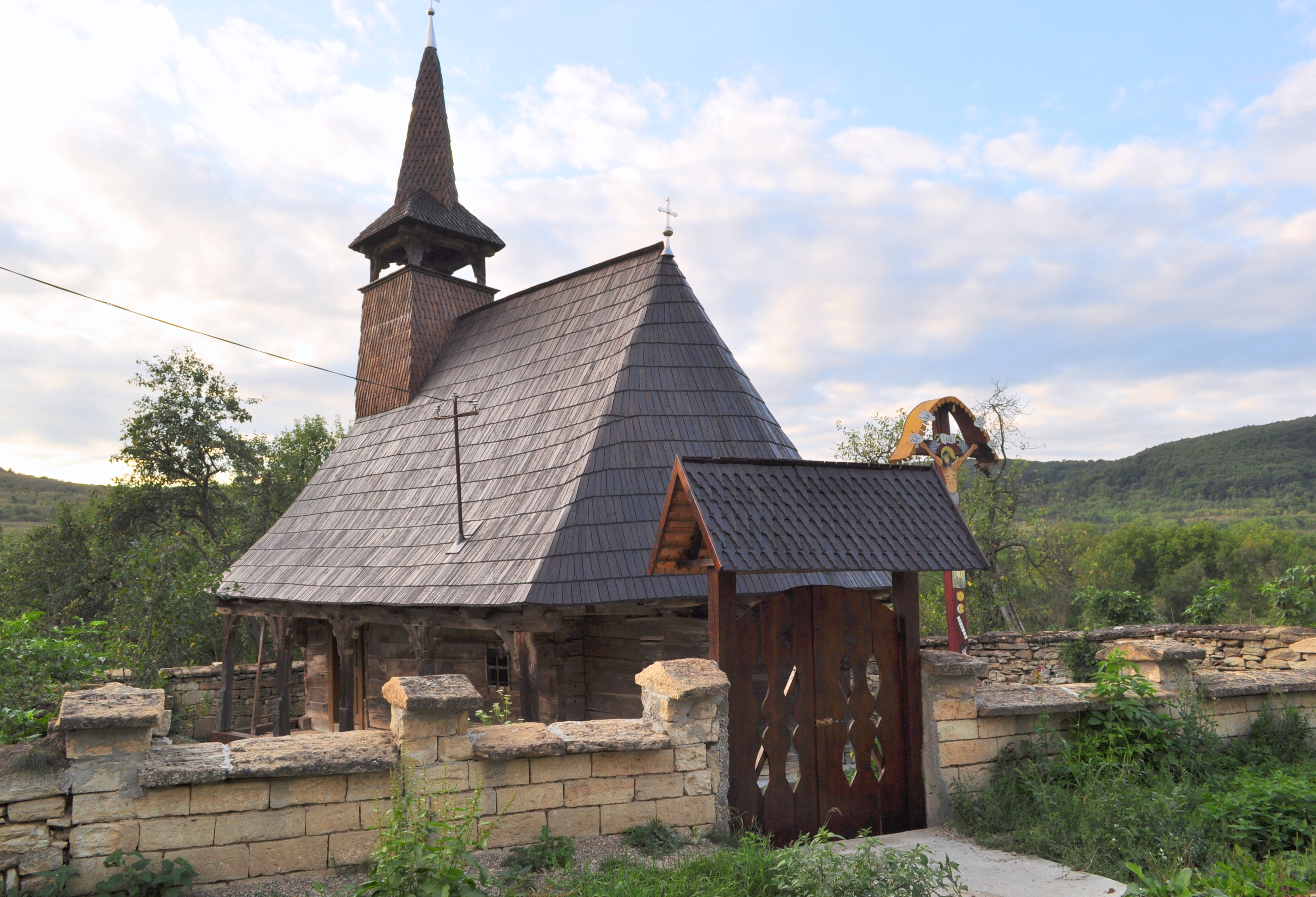
Biserica de lemn „Sfântul Mare Mucenic Gheorghe”(monument istoric)
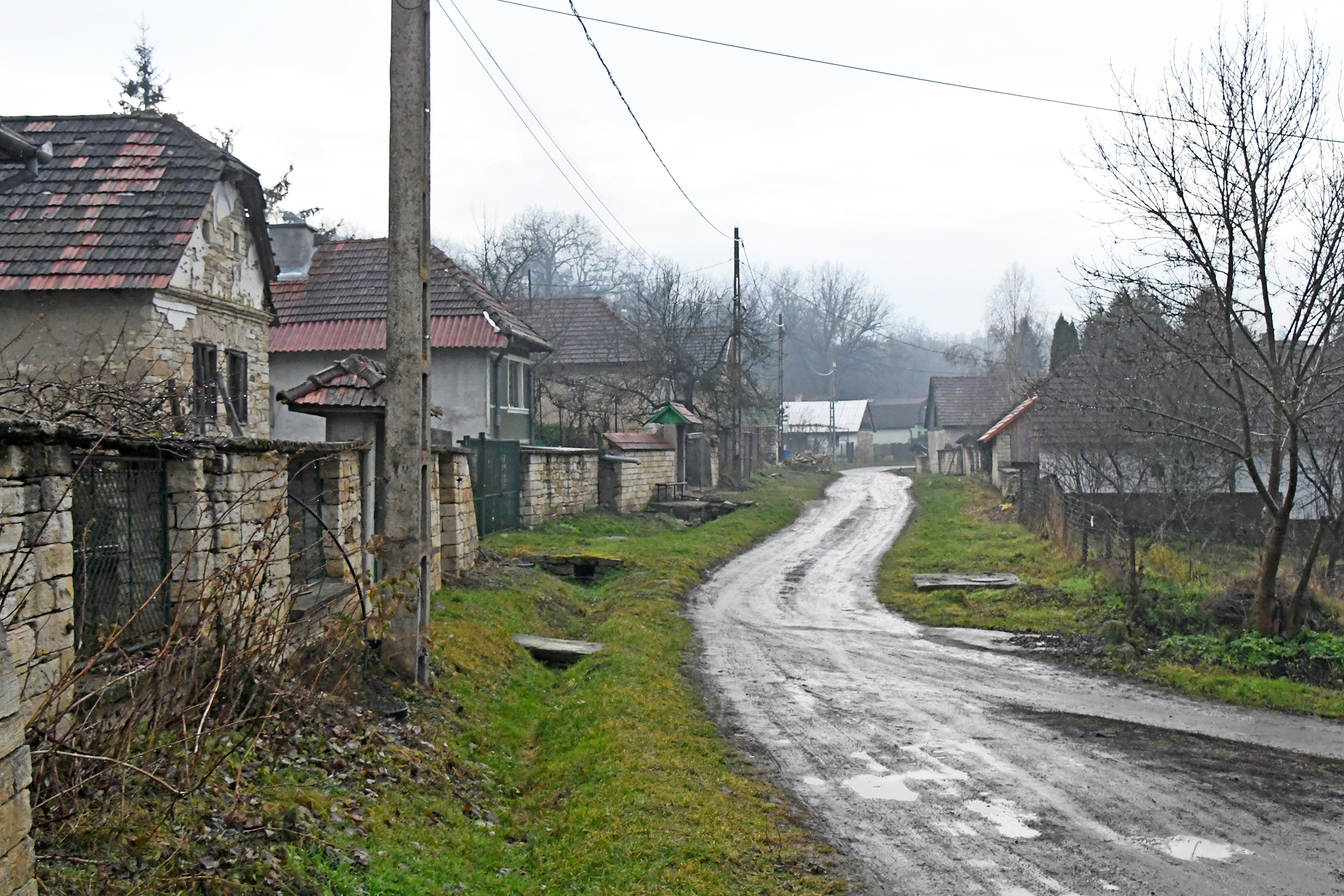
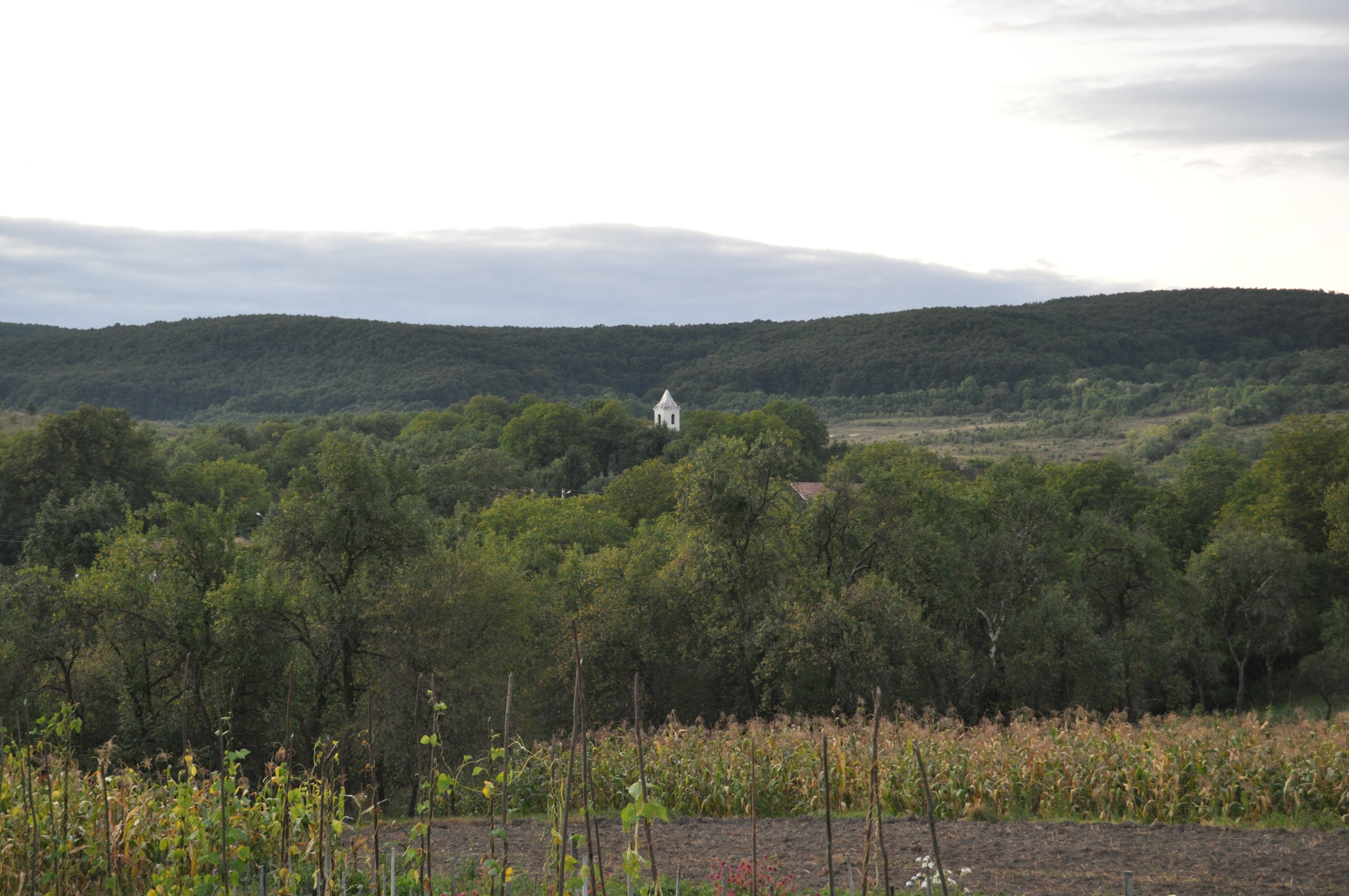
Biserica unitariană (monument istoric)
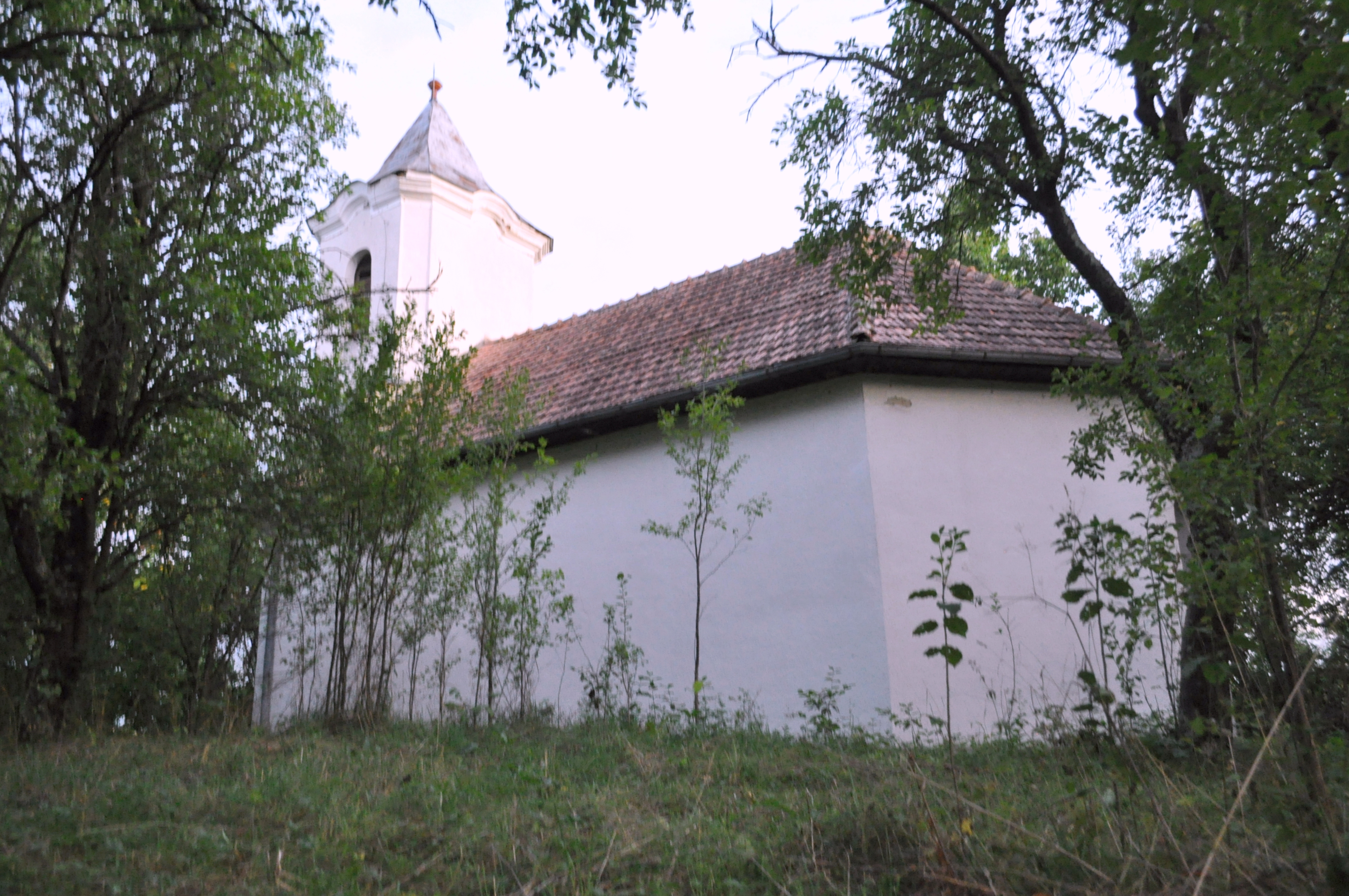
Biserica unitariană (monument istoric)
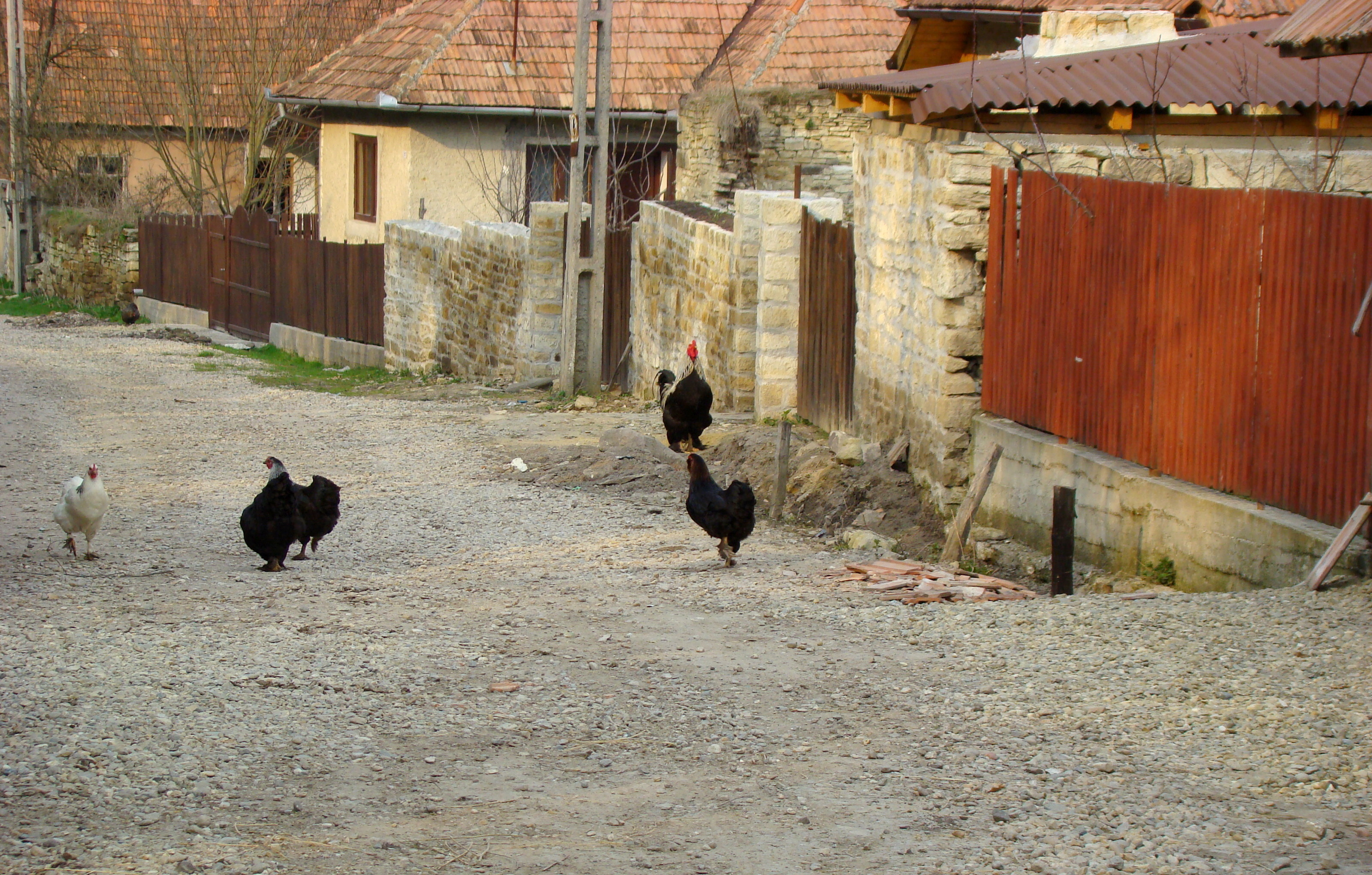
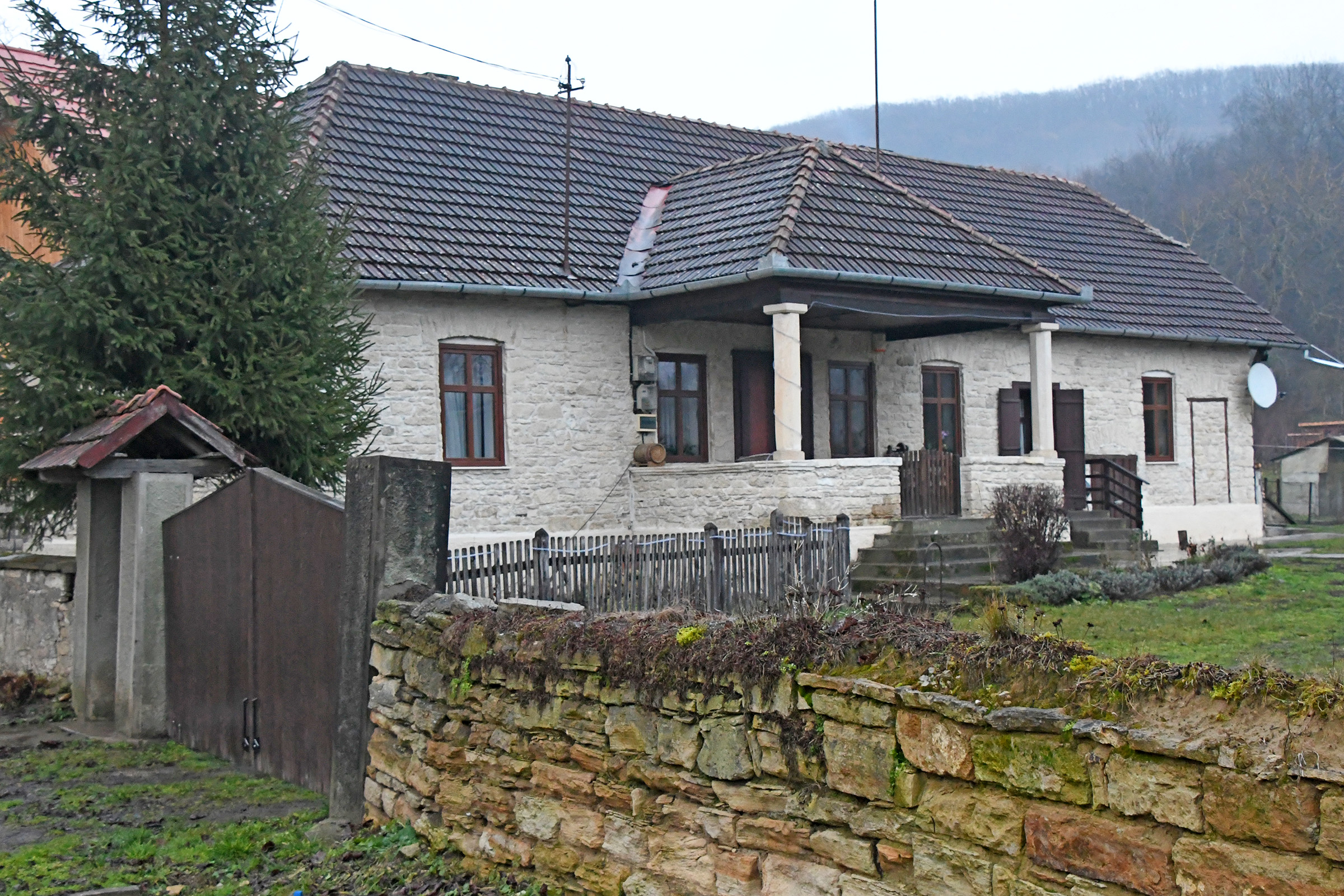